# Ерденецогт (аймак)
Ерденецогт (монг. Эрдэнэцогт) — сомон в Баянхонгорському аймаці Монголії. Територія 4,1 тис. км²., населення 5,9 тис. чол.. Центр – селище Ерденецогт розташовано на відстані 659 км від Улан-Батора, 29 км від Баянхонгора. Школа, лікарня, сфера обслуговування.

## Клімат
Клімат різкоконтинентальний, середня температура січня -20-21 градус, липня +16+19 градусів, протягом року в середньому випадає 250-380 мм опадів
.

## Рельєф
Хребти гір Хангаю, гори Ерхет хайрхан (3535 м) Хул Сая, Увгун Жаргалант, Елбех, Ямаат та ін. Річки Тамч, Шаргалжуут, Хужирт, Туй.

## Корисні копалини
Золото, дорогоцінне каміння, хімічна та будівельна сировина.

## Тваринний світ
Водяться лисиці, вовки, манули, козулі, аргалі, дикі кози, зайці, бабаки